# آپارتمان‌های بوهمی
آپارتمان‌های بوهمی (Bohemian Apartments) برگرفته از سبک زندگی هنرمندان و روشنفکران قرن نوزدهم میلادی هستند که عمدتاً با روحیه‌ای آزاد و خارج از چارچوب‌های اجتماعی زندگی می‌کردند. در طراحی داخلی، این سبک به واسطه استفاده از عناصر متنوع، رنگ‌های گرم، و اشیاء فرهنگی شناخته می‌شود.

## ویژگی‌ها
آپارتمان‌های بوهمی با چندین ویژگی مشخص می‌شوند:
رنگ‌های طبیعی و گرم: پالت رنگی این سبک عمدتاً شامل رنگ‌های خاکی، زیتونی، قهوه‌ای، نارنجی سوخته، و قرمز تیره است که گرما و حس طبیعی به فضا می‌بخشند.
استفاده از پارچه‌های متنوع: در طراحی بوهمی، از پارچه‌های بافت‌دار مانند قالیچه‌های شرقی، روکش‌های مخمل، پارچه‌های قلاب‌بافی‌شده و پرده‌های نازک استفاده می‌شود.
مبلمان غیررسمی و متنوع: در این سبک، مبلمان معمولاً ترکیبی از اشیاء قدیمی، دست‌ساز یا حتی دست‌دوم است. انتخاب قطعات بیشتر بر اساس شخصیت و داستان آن‌هاست تا هماهنگی بصری.
استفاده گسترده از گیاهان: گیاهان آپارتمانی نظیر فیکوس، کاکتوس، برگ انجیری و پتوس، نقش مهمی در زنده نگه‌داشتن فضای بوهمی دارند و حس نزدیکی به طبیعت را تقویت می‌کنند.
جزئیات فرهنگی و شخصی: نقاشی‌ها، صنایع دستی، سازهای موسیقی، سوغاتی‌های سفر، و اشیاء فرهنگی از نقاط مختلف جهان اغلب در طراحی داخلی بوهمی به کار می‌روند.

## ریشه تاریخی
اصطلاح "بوهمی" ابتدا در اروپا برای توصیف سبک زندگی غیرمتعارف هنرمندان و مهاجران، به‌ویژه در پاریس قرن نوزدهم استفاده می‌شد. بعدها این واژه به سبکی در طراحی داخلی اطلاق شد که بازتاب‌دهنده همین روح آزاد و خلاقانه است.
محبوبیت امروزی
سبک بوهمی امروزه در میان طراحان داخلی و کاربران شبکه‌های اجتماعی محبوب است، زیرا به آن‌ها اجازه می‌دهد فضایی شخصی، خلاق و بدون وابستگی به قواعد خشک طراحی خلق کنند. بسیاری از طراحان این سبک را راهی برای بازنمایی هویت فردی در فضاهای زندگی می‌دانند.